# Крістіано Дель Гроссо
Крістіано Дель Гроссо (італ. Cristiano Del Grosso; нар. 24 березня 1983, Джуліанова) — італійський футболіст, захисник клубу «Аталанта».
Виступав, зокрема, за клуб «Сієна», а також молодіжну збірну Італії.

## Клубна кар'єра
Народився 24 березня 1983 року в місті Джуліанова. Вихованець футбольної школи клубу «Джуліанова».
У дорослому футболі дебютував 2000 року виступами за команду клубу «Джуліанова», в якій провів п'ять сезонів, взявши участь у 134 матчах чемпіонату.
Згодом з 2005 по 2008 рік грав у складі команд клубів «Асколі» та «Кальярі».
Своєю грою за останню команду привернув увагу представників тренерського штабу клубу «Сієна», до складу якого приєднався 2008 року. Відіграв за клуб зі Сьєни наступні п'ять сезонів своєї ігрової кар'єри. Більшість часу, проведеного у складі «Сієни», був основним гравцем захисту команди.
До складу клубу «Аталанта» приєднався 2013 року. Відтоді встиг відіграти за бергамський клуб 42 матчі в національному чемпіонаті.

## Виступи за збірні
2000 року дебютував у складі юнацької збірної Італії, взяв участь у 1 іграх на юнацькому рівні.
Протягом 2002—2003 років залучався до складу молодіжної збірної Італії. На молодіжному рівні зіграв у 7 офіційних матчах.

## Статистика виступів

### Статистика клубних виступів
Станом на 8 лютого 2015 року
| Сезон             | Команда           | Чемпіонат         | Чемпіонат | Чемпіонат | Національний кубок | Національний кубок | Національний кубок | Континентальні кубки | Континентальні кубки | Континентальні кубки | Інші змагання | Інші змагання | Інші змагання | Усього | Усього |
| Сезон             | Команда           | Ліга              | Ігор      | Голів     | Ліга               | Ігор               | Голів              | Ліга                 | Ігор                 | Голів                | Ліга          | Ігор          | Голів         | Ігор   | Голів  |
| ----------------- | ----------------- | ----------------- | --------- | --------- | ------------------ | ------------------ | ------------------ | -------------------- | -------------------- | -------------------- | ------------- | ------------- | ------------- | ------ | ------ |
| 2000–01           | Джуліанова        | C1                | 6         | 0         | CI-C               | ?                  | ?                  | -                    | -                    | -                    | -             | -             | -             | 6+     | 0+     |
| 2001–02           | Джуліанова        | C1                | 26        | 0         | CI-C               | ?                  | ?                  | -                    | -                    | -                    | -             | -             | -             | 26+    | 0+     |
| 2002–03           | Джуліанова        | C1                | 33+2      | 0         | CI-C               | ?                  | ?                  | -                    | -                    | -                    | -             | -             | -             | 35+    | 0+     |
| 2003–04           | Джуліанова        | C1                | 29        | 3         | CI-C               | 2                  | 0                  | -                    | -                    | -                    | -             | -             | -             | 31     | 3      |
| 2004–05           | Джуліанова        | C1                | 32+4      | 4         | CI-C               | 5                  | 1                  | -                    | -                    | -                    | -             | -             | -             | 41     | 5      |
| Усього Джуліанова | Усього Джуліанова | Усього Джуліанова | 126+6     | 7         |                    | 7                  | 1                  |                      | -                    | -                    |               | -             | -             | 139    | 8      |
| 2005–06           | Асколі            | A                 | 30        | 0         | КІ                 | 2                  | 0                  | -                    | -                    | -                    | -             | -             | -             | 32     | 0      |
| 2006–07           | Кальярі           | A                 | 22        | 0         | КІ                 | 2                  | 0                  | -                    | -                    | -                    | -             | -             | -             | 24     | 0      |
| 2007–08           | Кальярі           | A                 | 17        | 0         | КІ                 | 2                  | 0                  | -                    | -                    | -                    | -             | -             | -             | 19     | 0      |
| Усього Cagliari   | Усього Cagliari   | Усього Cagliari   | 39        | 0         |                    | 4                  | 0                  |                      | -                    | -                    |               | -             | -             | 43     | 0      |
| 2008–09           | Сієна             | A                 | 30        | 0         | КІ                 | 1                  | 0                  | -                    | -                    | -                    | -             | -             | -             | 31     | 0      |
| 2009–10           | Сієна             | A                 | 36        | 0         | КІ                 | 0                  | 0                  | -                    | -                    | -                    | -             | -             | -             | 36     | 0      |
| 2010–11           | Сієна             | B                 | 35        | 1         | КІ                 | 1                  | 0                  | -                    | -                    | -                    | -             | -             | -             | 36     | 1      |
| 2011–12           | Сієна             | A                 | 32        | 2         | КІ                 | 1                  | 0                  | -                    | -                    | -                    | -             | -             | -             | 33     | 2      |
| 2012-2013         | Сієна             | A                 | 16        | 0         | КІ                 | 3                  | 0                  | -                    | -                    | -                    | -             | -             | -             | 19     | 0      |
| Усього Сієна      | Усього Сієна      | Усього Сієна      | 149       | 3         |                    | 6                  | 0                  |                      | -                    | -                    |               | -             | -             | 155    | 3      |
| 2013              | Аталанта          | A                 | 13        | 1         | КІ                 | -                  | -                  | -                    | -                    | -                    | -             | -             | -             | 13     | 1      |
| 2013–14           | Аталанта          | A                 | 19        | 0         | КІ                 | 1                  | 0                  | -                    | -                    | -                    | -             | -             | -             | 20     | 0      |
| 2014–15           | Аталанта          | A                 | 10        | 0         | КІ                 | 0                  | 0                  | -                    | -                    | -                    | -             | -             | -             | 10     | 0      |
| Усього Аталанта   | Усього Аталанта   | Усього Аталанта   | 42        | 1         |                    | 1                  | 0                  |                      | -                    | -                    |               | -             | -             | 43     | 1      |
| Усього за кар'єру | Усього за кар'єру | Усього за кар'єру | 386+6     | 11        |                    | 20                 | 1                  |                      | -                    | -                    |               | -             | -             | 412    | 12     |